# Tolsona
Tolsona est une localité (Census-designated place) d'Alaska, aux États-Unis, située dans la Région de recensement de Valdez-Cordova, dont la population était de 30 habitants en 2010.
Elle est située au kilomètre 214 (au mile 170) de la Glenn Highway, à 27 km à l'ouest de Glennallen, au pied de la montagne Tolsona.
Les températures extrêmes sont de −23 °C en janvier et de 13 °C en juillet.
Tolsona est un nom athabascan, qui a aussi été donné à la rivière et au lac.
Actuellement, la majeure partie des habitations ne sont occupées qu'à la saison d'été, et les équipements du village sont tournés vers le tourisme, avec un hébergement et différentes commodités. On y pratique la pêche à la truite.

## Démographie
| 2000 | 2010 | - | - | - | - |
| ---- | ---- | - | - | - | - |
| 27   | 30   | - | - | - | - |